# Vandellós y Hospitalet del Infante
Vandellós o Vandellós y Hospitalet del Infante (oficialmente y en catalán Vandellòs i l'Hospitalet de l'Infant) es un municipio de Cataluña, España. Situado en la comarca catalana del Bajo Campo en la provincia de Tarragona. Según datos de 2019 su población es de 6482 habitantes. Además de Vandellós, comprende los núcleos de población de Hospitalet del Infante, Masriudoms, Masboquera y l'Almadrava. Aunque la base del municipio se encontraba históricamente en el interior, en los últimos años el incremento de población se ha producido principalmente en la zona costera, como consecuencia del turismo y de la construcción y operación de la central nuclear de Vandellós, ubicada en el término municipal. El cambio de nombre oficial reflejó esa creciente importancia del núcleo de Hospitalet.

## Geografía
Integrado en la comarca de Bajo Campo, la capital municipal se sitúa a 43 kilómetros de Tarragona. El término municipal está atravesado por la Autopista del Mediterráneo (AP-7), por la carretera nacional N-340, entre los pK 1121 y 1130, por la carretera autonómica C-44, que conecta con Tivisa, y por una carretera local se dirige hacia Pratdip. 
El relieve es bastante abrupto, formado por el brazo oriental del sector meridional de la Cordillera Prelitoral Catalana, en su punto de contacto con el mar. El término comprende la cabecera (en el collado de Fatxes) y el valle medio del río de Llastres, que más abajo forma límite con los términos de Pratdip y de Montroig. Este valle está comprendido entre las vertientes meridionales de la sierra de Montalt, las suroccidentales de la sierra de Santa Marina, las orientales de la muela de Genesias (711 m), y los septentrionales de los Dedalts de Vandellòs, que la separan del mar, donde se destacan las muelas Puntaire (728 m) y La Portellada (723 m), con el contrafuerte de la sierra del Coll de Balaguer, ya cerca del mar. La fachada litoral está constituida por las vertientes surorientales de los Dedalts de Vandellòs, drenados por varios barrancos, que vierten sus aguas directamente en el mar. La extensa costa, de 10,5 kilómetros, va desde el río de Llastres, sobre Hospitalet del Infante, hasta el cabo de Terme, donde vierte las aguas el barranco del Codolar, llamado también del Cap de Terme, y que hace el límite con la La Ametlla de Mar. La altitud oscila entre los 756 metros en la Punta de Juvara, en el límite con Tivisa, y el nivel del mar. La capital municipal se alza a 283 metros sobre el nivel del mar, a orillas del río de Llastres.
| Noroeste: Tivisa | Norte: Tivisa y Pratdip | Noreste: Montroig         |
| Oeste: Tivisa    |                         | Este: Mar Mediterráneo    |
| Suroeste: Tivisa | Sur: La Ametlla de Mar  | Sureste: Mar Mediterráneo |

## Historia

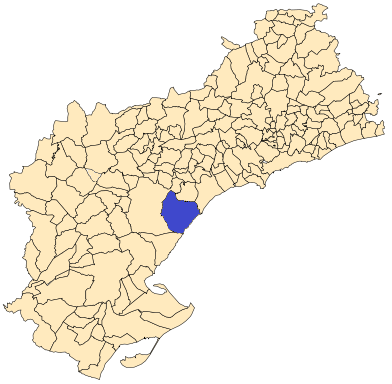
Situación de Vandellós y Hospitalet del Infante en la provincia de Tarragona

### Vandellós
Vandellós aparece citado ya en 1342 con el nombre de Vallis Laurorumi y en 1460 como Vall de Llorer. Formó parte del término municipal de Tivisa y quedó integrado en la baronía de Castellvell. A partir de 1241, la baronía empezó a ser conocida como baronía de Entenza al casar una nieta del señor de Castellvell con Berenguer de Entenza. En 1324, Guillem de Entenza cedió la baronía al rey Jaime II de Aragón y quedó integrada dentro del condado de Prades.
En 1813, las tropas del mariscal Suchet saquearon la ciudad. En 1835 la población sufrió graves desperfectos a causa de un terremoto.

### Hospitalet del Infante
Hospitalet del Infante fue fundado por el infante Pedro, hijo de Jaime II y de Blanca de Nápoles, el 8 de noviembre de 1344. Pedro levantó un edificio al que llamó Hospital del Coll de Balaguer; el hospital era un edificio de planta cuadrada de 54,6 metros de lado con una torre en cada uno de sus ángulos de 18,5 metros. El intento de repoblación por parte de Pedro fracasó hasta que en 1362 su hijo Juan de Prades adquirió más terrenos para el hospital. Este nuevo edificio fue destruido en el siglo XV.

## Prehistoria

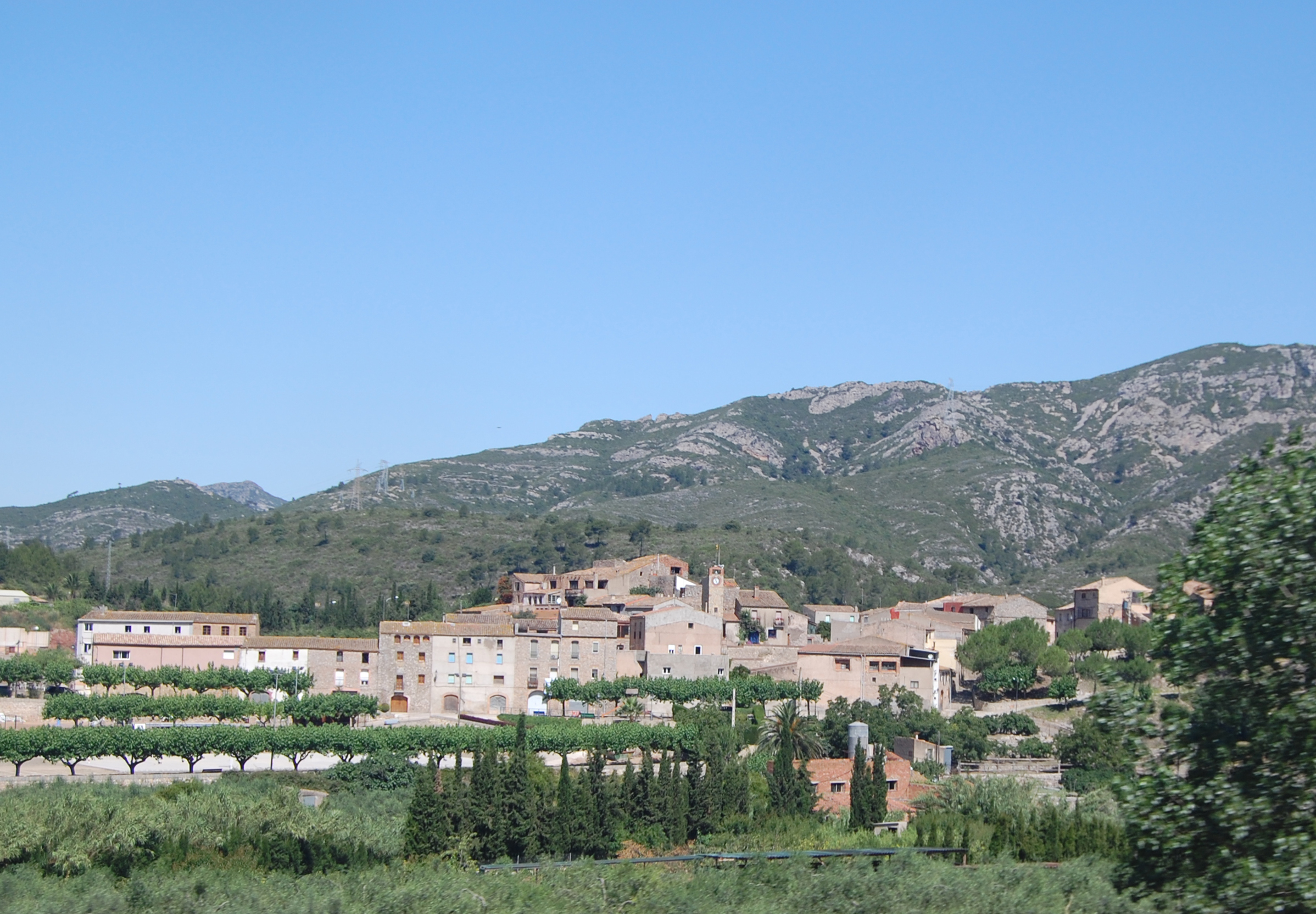
Masboquera

Dentro del término municipal de Vandellós se encontraron en la década de los años 20 pinturas rupestres del Estilo Levantino, único en Europa y declarado Patrimonio Mundial por la UNESCO, desde el año 1998, en reconocimiento a su valor inestimable como testimonio de la capacidad intelectual humana, bajo el nombre administrativo convencional de Arte Rupestre del Arco Mediterráneo de la península ibérica. Se conocen los santuarios pintados de: Cova de l´Escoda, en la que se encuentran las pinturas mejor conservadas como la de un bello ejemplar de cierva; la Cova del Racó d´en Perdigó, con un friso en el que aparecen pintados cinco cazadores blandiendo sus arcos, el arma identificativa; Cova de Carles, en la que, a pesar de su estado de conservación, se determinan fragmentos de figuras levantinas y algún motivo abstracto -el llamado Arte esquemático- que demuestran la presencia también de los grupos neolíticos; y, finalmente, la Balma del Roc que conserva una delicada cabeza de cabrita levantina. La cronología para estas manifestaciones creenciales oscila entre 10.000 y 6.600 años antes del presente, en la etapa epipaleolítica de los grupos cazadores-recolectores del sector oriental peninsular y 6.500-3.500 años antes del presente para las pinturas de los grupos productores. Pinturas semejantes están presentes en Lérida (Cogul, Os de Balaguer, Albi..) y en Perelló, Tivisa, Rasquera, y Ulldecona, en Tarragona. (Fuentes: Associació Catalana d´Art Prehistòric).

## Geografía humana

### Demografía
Cuenta con una población de 7104 habitantes (INE 2024).
| Gráfica de evolución demográfica de Vandellós y Hospitalet del Infante entre 1842 y 2021 |
| |
| Población de derecho según los censos de población del INE Población de hecho según los censos de población del INEEn estos censos se denominaba Vandellós: 1842, 1857, 1860, 1877, 1887, 1897, 1900, 1910, 1920, 1930, 1940, 1950, 1960, 1970 y 1981 |

Datos oficiales año 2007
| Población              | Nº Habitantes |
| ---------------------- | ------------- |
| Hospitalet del Infante | 4.206         |
| Vandellós              | 976           |
| Masriudoms             | 147           |
| Masboquera             | 50            |
| L'Almadrava            | 41            |

### Economía
El turismo se ha convertido en una de las principales fuentes de ingresos del municipio. Se han construido diversos equipamientos como hoteles y urbanizaciones. En Hospitalet del Infante se encuentra un puerto deportivo que dispone de 575 amarres.
La agricultura fue durante mucho tiempo la base económica de la ciudad. Actividad que cambió a partir de la construcción de la central nuclear de Vandellós en 1972. Los cultivos que aún permanecen son principalmente avellanos, almendros y cereales.

## Política
| Periodo   | Nombre                                                                       | Partido       |
| --------- | ---------------------------------------------------------------------------- | ------------- |
| 1979-1983 | Javier Barceló Molina                                                        | Independiente |
| 1983-1987 | Javier-Santos Pardina Ulled                                                  | PSC           |
| 1987-1991 | Carles Barceló Vernet                                                        | CiU           |
| 1991-1995 | Carles Barceló Vernet                                                        | CiU           |
| 1995-1999 | Carles Barceló Vernet (1995-1997) Josep Jaume Castellnou Barceló (1997-1999) | CiU           |
| 1999-2003 | Josep Jaume Castellnou Barceló                                               | CiU           |
| 2003-2007 | Josep Jaume Castellnou Barceló                                               | CiU           |
| 2007-2011 | Josep Jaume Castellnou Barceló                                               | CiU           |
| 2011-2015 | Alfons García Rodríguez                                                      | PSC           |
| 2015-2019 | Alfons García Rodríguez                                                      | PSC           |
| 2019-2023 | Alfons García Rodríguez                                                      | PSC           |

## Monumentos y fiestas
- La iglesia parroquial de Vandellós está dedicada a San Andrés. Es un edificio de tres naves con cúpula, de estilo renacentista, construida en 1773.
- Quedan restos de las antiguas fortificaciones de la Edad Media. También se conservan algunas arcadas del hospital del Coll de Balaguer, así como una de sus torres y un antiguo pozo.

- La fiesta mayor de Vandellós se celebra el 26 de septiembre, festividad de San Cosme y San Damián.

- Hospitalet del Infante celebra su fiesta mayor el 16 de agosto (San Roque). Desde el año 2011 también se ha recuperado la festividad de San Pedro el 29 de junio.